# Cardioglossa trifasciata
Cardioglossa trifasciata – gatunek płaza bezogonowego z rodziny artroleptowatych (Arthroleptidae). Endemit Kamerunu, krytycznie zagrożony wyginięciem.

## Występowanie
Gatunek ten jest endemitem. Występuje jedynie w zachodnim Kamerunie, a dokładniej na południowych stokach góry Manengouba na wysokości 1750–2000 m n.p.m.
Siedlisko tego zwierzęcia to górskie lasy i busz. Zamieszkuje ono niewielkie strumienie i ich okolice. Robi sobie kryjówki pośród kamieni i skał. Spotyka się je w środowiskach wtórnych, gdyż lasy pierwotne w tym miejscu zostały zniszczone.

## Rozmnażanie
Wody płynące (lubi niewielkie strumyki).

## Status
W Czerwonej księdze gatunków zagrożonych IUCN płaz ten od 2004 roku klasyfikowany jest jako gatunek krytycznie zagrożony (CR, ang. Critically Endangered).
Liczebność populacji nie jest znana, ale jest to gatunek spotykany bardzo rzadko. Trend liczebności oceniany jest jako spadkowy.
Głównym zagrożeniem dla gatunku jest utrata siedlisk w wyniku działalności rolniczej, rozbudowy osiedli ludzkich oraz pozyskiwania drewna przez miejscową ludność na opał i materiały budowlane.